# جوزف مورتیمر گرانویل
جوزف مورتیمر گرانویل (۴ مه ۱۸۳۳، دوانپورت - ۲۳ نوامبر ۱۹۰۰، لندن)پزشک، نویسنده و مخترع انگلیسی بود که بیشتر برای اختراع ویبراتور الکترومکانیکی برای تسکین دردهای عضلانی مردان شناخته شده‌است.

## زندگی‌نامه
گرانویل در سال ۱۸۵۶ به عضویت در کالج‌های سلطنتی جراحان انگلیس و ایرلند و همچنین در سال ۱۸۶۱ به عضویت در کالج سلطنتی پزشکان نائل آمد. وی در سال ۱۸۷۶ از دانشگاه سنت اندروز به درجه عالی پزشکی MD نائل شد.
در سالهای اولیه زندگی او بیشتر به روزنامه‌نگاری مشغول بود و به نظر می‌آید که به شکل مرتب در ستون‌های تحریریه با مجله پزشکی لنست همکاری می‌کرد. او مدتی در بریستول طبابت می‌کرد پیش از آن که در لندن اقامت گزیند. او توجه ویژه ای به درمان نقرس داشت، و بیشتر مقالاتش را بر روی آن نوشت.
علاوه بر اختراع معروف خود، لرزاننده یا ویبراتور الکتریکی، او همچنین مخترع فشارسنج و یک دماسنج دیفرانسیل است.
او در تاریخ ۱ دسامبر ۱۸۵۸ با ماری الن اورمود در بریستول ازدواج کرد.

## لرزاننده الکتریکی
در اواخر دهه ۱۸۸۰، گرانویل لرزاننده (ویبراتور) الکتریکیش را اختراع کرد، که یک دستگاه دستی الکتریکی بود که برای تسکین دردهای عضلانی مردان طراحی شده بود. این ماشین که در ابتدا ساز کوبه ای یا به تعبیر دیگر «چکش گرانویل» نامیده می‌شد، پس از تولید به پزشکان فروخته شد، که بسیاری از آنها ازان برای ایجاد «پاروکسیسم هیستریک» در بیماران خود با ایجاد هیستری و تشنجهای زنانه استفاده می‌کردند
با شروع استفاده از ویبراتورها برای بوجود آوردن هیستریک زنانه و رفتن به سمت به هیجان آوردن زنان، مخترع آن سعی کرد نام خود را از "سو استفاده" دستگاه جدا کند. وی در کتاب ۱۸۸۳ در مورد تحقیقات خود، لرزش عصبی و تحریک به عنوان عوامل درمان اختلال عملکرد و بیماری‌های ارگانیک، نوشت: "من هنوز و هرگز به یک بیمار زن ضربه نزده‌ام … من فقط از این رو که نمی‌خواهم کلاه بردار باشم و دیگران را گمراه کنم، به دلیل عواملی از وضعیت هیستریک، از درمان کوبه ای اجتناب کرده و می‌کنم. "
گرانویل را هیو دانیسی بازیگر در فیلم هیستریا در سال ۲۰۱۱ به تصویر کشید.

## انتشارات منتخب
- سرزمین های مرزی جنون (1877)
- خواب و بی خوابی (۱۸۷۹)
- راز سر واضح (۱۸۷۹)
- مشکلات ذهنی مشترک (1880)
- چگونه بهترین زندگی را بسازیم (۱۸۸۱)
- لرزش و تحریک عصبی (۱۸۸۳)
- نقرس در جنبه‌های بالینی (۱۸۸۵)
- راز یک خاطره خوب (۱۸۸۵)